# Romanaria
Romanaria là một chi bướm đêm thuộc họ Tortricidae.

## Các loài
- Romanaria spasmaria Razowski & Wojtusiak, 2006